# Styphlomerus
Styphlomerus é um gênero de carabídeo da tribo Brachinini.

## Subgenêros
- Styphlomerinus Jeannel, 1949
- Styphlomerus Chaudoir, 1875